# بيكايري
بلدية بيكايري (بالإسبانية: Bellcaire) هي بلدية تقع في مقاطعة جرندة التابعة لمنطقة كتالونيا شمال شرق إسبانيا.

## الديموغرافيا
بلغ عدد سكان بلدية بيكايري 664 نسمة عام 2011 (وفقاً للمعهد الوطني الإسباني للإحصاء).
| 487 | 516 | 595 | 668 | 651 | 664 | 664 |

## أعلام
- تيتو فيلانوفا